# 카를로스 알카라스 (테니스 선수)
카를로스 알카라스 가르피아(스페인어: Carlos Alcaraz Garfia, 스페인어 발음: [ˈkarlos alkaˈɾaθ], 2003년 5월 5일~)는 스페인의 테니스 선수이다. 플레이스타일은 오른손잡이, 양손 백핸드 이다. 2022년에 처음으로 프로 테니스 협회(ATP)가 산정하는 남자 단식 세계 랭킹 1위에 올랐으며, 현재 세계 랭킹 3위이다. 알카라스는 4개의 메이저 타이틀(2022년 US 오픈, 2023년 윔블던 챔피언십, 2024년 프랑스 오픈, 2024년 윔블던 챔피언십) 및 5개의 마스터스 1000 타이틀을 포함해 14개의 ATP 투어 레벨 단식 타이틀을 획득했다. 2022년 US 오픈에서 우승한 후, 알카라스는 19세 4개월 6일의 나이로 남자 단식 랭킹 1위를 기록한 최연소 남성이자 오픈 시대 최초의 10대 남성이 되었다.
알카라스는 2018년 프로 테니스 선수로서의 경력을 시작했다.

## 같이 보기
- 역대 ATP 랭킹 1위 테니스 선수 목록
- AP 어워드